# Міністерство праці США
38°53′35″ пн. ш. 77°00′52″ зх. д. / 38.893055555556° пн. ш. 77.014444444444° зх. д.
Міністерство праці США (англ. United States Department of Labor) — один з виконавчих департаментів уряду США. Створено в 1913 році. Станом на 2007 рік число співробітників — близько 17 тис., бюджет — 60 млрд доларів. У функції міністерства входить забезпечення прав працівників, поліпшення умов праці, збільшення можливостей для зайнятості, захист пенсійних і лікарняних виплат.
З 11 березня 2023 року обов'язки міністра праці США виконує Джулі Су.

## Історія

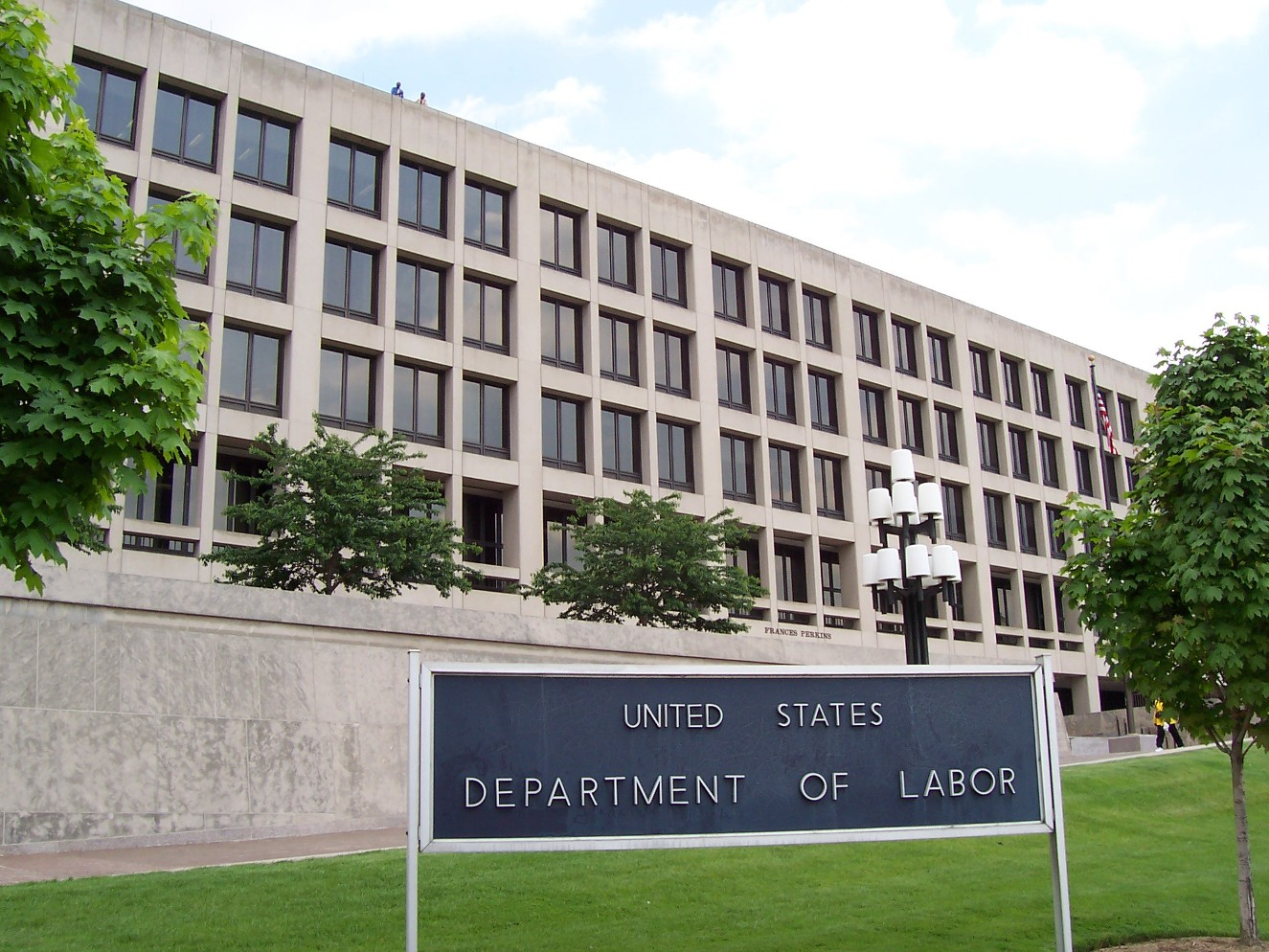
Будівля міністерства праці у Вашингтоні

Президент США Вільям Говард Тафт підписав законопроєкт від 4 березня 1913 року (останній день його президентства) про створення Міністерства праці як департаменту на рівні кабінету. Вільям Бошоп Вілсон був призначений першим міністром праці 5 березня 1913 року президентом Вільсоном.
Френсіс Перкінс, перша жінка-член кабінету міністрів, була призначена міністром праці президентом Рузвельтом 4 березня 1933 року. Перкінс працювала на цій посаді 12 років і досі є рекордсменом за тривалістю перебування на посаді міністра праці США (4 березня 1933 — 30 червня 1945).
У 1970-х роках, слідом за рухом за громадянські права, Департамент праці під керівництвом секретаря Джорджа П. Шульца доклав спільних зусиль для сприяння расовому різноманіттю в профспілках.

## Підрозділи Міністерства
- Управління з охорони праці. Створено після прийняття Закону про охорону праці[en] в 1970 році для розробки вимог до роботодавців, спрямованих на захист життя і здоров'я працівників. За два роки, що передували створенню управління, через вплив шкідливих і небезпечних виробничих факторів щороку вмирало 14 тис. робітників, і у 2 млн виникали професійні захворювання, або травми[7]. Вже через 2-3 роки професійна захворюваність знизилася в кілька разів.
- Федеральне бюро статистики праці США[en]
- інші підрозділи.